# Memoirs of an Imperfect Angel
Memoirs of an Imperfect Angel – dwunasty album studyjny, amerykańskiej wokalistki R&B – Mariah Carey.
Data wydania albumu planowana była na 25 sierpnia 2009, jednak pod koniec lipca 2009, premiera albumu została przełożona wstępnie na 15 września 2009, a następnie na 29 września 2009 r. ze względu na dalsze prace prowadzone nad albumem.

## Informacje
Na początku 2009 roku, The-Dream poinformował w mediach iż współpracował z Mariah nad jej najnowszym albumem. Początkowo spekulowano, iż 12. studyjny album artystki będzie nosił nazwę "MC3".
W marcu 2009, Mariah oznajmiła na portalu "Twitter", że zakończyła współpracę z Jamesem "Big Jim" Wrightem oraz z Christopherem "Tricky" Stewartem, z którymi to skomponowała dwie piosenki na nowy album. W tym samym miesiącu Jermaine Dupri i Bryan Michael Cox zamieścili post, w którym opowiedzieli o współpracy z Mimi nad utworem "100 Percent". Piosenka ta powstała na rzecz filmu "Precious", w którym to Carey zagrała rolę pracownika socjalnego.
W maju 2009, Mariah zamieściła notkę na "Twitter", iż współpracowała z Timbalandem.
20 maja 2009 roku, na Twitter pojawiła się kolejna istotna informacja. Mariah podała tytuł najnowszego albumu – "Memoirs of an Imperfect Angel". Tego samego dnia podczas imprezy zorganizowanej przez wytwórnię Island Def Jam, Antonio "L.A." Reid zaprezentował utwory artystów współpracujących z tą wytwórnią. Wśród prezentowanych nagrań znalazła się piosenka Carey o tytule "H.A.T.E.U". Wywołało to spekulacje jakoby owa piosenka miała być pierwszym singlem promującym album. Kolejną informacją była data ukazania się albumu, według MTV Italy premiera nastąpi 18 września 2009. 4 czerwca 2009 podczas gali "Fresh Air Fund" piosenkarka oznajmiła, iż pracę nad jej najnowszym albumem dobiegają końca. Pięć dni później ukazała się informacja na temat pierwszego singla.
13 czerwca 2009 na portalu Twitter Mariah zamieściła kolejne informacje na temat utworów "Obsessed" i "H.A.T.E.U", mianowicie gwiazda powiadomiła, iż do obu tych utworów nagrała już remixy wraz z nowym wokalem. Poza tym piosenkarka powiadomiła o ukrytym znaczeniu zawartym w piosence "H.A.T.E.U". Ujawniła element refrenu :"Nie mogę się doczekać, by cię znienawidzić, bo właśnie teraz cię potrzebuję..."

## Single
- Obsessed – 9 czerwca 2009 za pomocą portalu "Twitter", Mariah Carey podała informację, że pierwszym singlem z albumu "Memoirs of an Imperfect Angel" będzie piosenka Obsessed i po raz pierwszy zostanie zaprezentowana 16 czerwca 2009 w radio za pomocą stacji B96 w Chicago[19][39]. Singel pojawił się w sprzedaży 6 lipca 2009 r. w formacie digital download. Singel zadebiutował na 11 miejscu notowania Billboard Hot 100. Później dotarł do 7 miejsca na tej liście.

- Drugim oficjalnym singlem promującym album został cover piosenki "I Want to Know What Love Is" należącej do zespołu Foreigner. Premiera singla została zapowiedziana na 28 sierpnia 2009 o godzinie 6:00 w radio w Niemczech oraz w godzinach popołudniowych w Wielkiej Brytanii[40]. W amerykańskich radiach singel miał premierę 14 września 2009[41], a następnego dnia pojawił się w sprzedaży tylko na portalu iTunes[42]. W dniu 28 września 2009 pojawił się w sprzedaży w formacie digital download[43]. Singel zadebiutował na 66 miejscu notowania Billboard Hot 100, a w 3 tygodniu dotarł do 60 pozycji tego notowania.

- Na trzeci singel promujący album wybrano utwór "H.A.T.E.U."[44]. Premierę zaplanowano na 2 listopada 2009 r., kiedy to utwór trafii do amerykańskich stacji radiowych: mainstream, rhythm i urban[45].

## Lista utworów
Wersja podstawowa
1. "Betcha Gon' Now" (The Prologue) (Mariah Carey, The-Dream, Christopher "Tricky" Stewart, James "Big Jim" Wright) – 4:00
2. "Obsessed" (M.Carey, The-Dream, C.Stewart) – 4:05
3. "H.A.T.E.U." (M.Carey, The-Dream, C.Stewart) – 4:28
4. "Candy Bling" (M.Carey, The-Dream, C.Stewart, Los Da Mystro) – 4:03
  - sample piosenki "Back in the Day" (Ahmad A. Lewis, Stefan Gordy, John Klemmer)
5. "Ribbon" (M.Carey, The-Dream, C.Stewart) – 4:21
6. "Inseparable" (M.Carey, The-Dream, C.Stewart) – 3:34
  - sample piosenki "Time After Time" (Cyndi Lauper, Robert Hyman)
7. "Standing O" (M.Carey, The-Dream, C.Stewart) – 4:00
8. "It's a Wrap" (M.Carey, James "Big Jim" Wright, C.Stewart, Heatmyzer) – 3:41
9. "Up Out My Face" (M.Carey, The-Dream, C.Stewart) – 3:59
10. "Up Out My Face" (Reprise) (M.Carey, The-Dream, C.Stewart) – 0:51
11. "More than Just Friends" (M.Carey, The-Dream, C.Stewart) – 3:37
  - sample piosenki "One More Chance" (Sean Combs, Chris Wallace, Rashad Smith, Mark DeBarge, Etterlene Jordan)
12. "The Impossible" (M.Carey, The-Dream, C.Stewart) – 4:01
13. "The Impossible" (Reprise) (M.Carey, The-Dream, C.Stewart) – 2:26
14. "Angel" (Prelude) (M.Carey, J.Wright, C.Stewart) – 1:04
15. "Angels Cry" (M.Carey, Crystal Johnson, J.Wright, C.Stewart) – 4:02
16. "Languishing" (Interlude) (M.Carey, J.Wright) – 2:34
17. " I Want to Know What Love Is" (Mick Jones, M.Carey, C.Stewart, J.Wright, Randy Jackson) – 3:27
  - cover piosenki "I Want to Know What Love Is" zespołu Foreigner

Utwory dodatkowe
1. "Obsessed (Cahill Radio Mix)" – 3:20
2. "Obsessed (Seamus Haji & Paul Emanuel Radio Edit)" – 3:12
3. "Obsessed (Jump Smokers Radio Edit)" – 3:19
4. "Obsessed (Friscia & Lamboy Radio Mix)" – 4:11

Edycja Specjalna CD 2
1. "Obsessed (Cahill Radio Mix)" – 3:18
2. "Obsessed (Seamus Haji & Paul Emanuel Radio Edit)" – 3:10
3. "Obsessed (Jump Smokers Radio Edit)" – 3:18
4. "Obsessed (Friscia & Lamboy Radio Mix)" – 4:09
5. "Obsessed" (Teledysk) – 4:04
6. "Obsessed (Remix)" (Teledysk) – 4:25

## Sprzedaż i certyfikaty
| Kraj / Region     | Notowanie                        | Najwyższa pozycja | Certyfikaty | Sprzedaż |
| ----------------- | -------------------------------- | ----------------- | ----------- | -------- |
| Australia         | ARIA Top 50                      | 6                 | -           | 10,500+  |
| Austria           | Alben Top 75                     | 39                | -           | -        |
| Belgia            | Ultratop Top 50                  | 24                | -           | -        |
| Brazylia          | Top 40 Albums                    | 1                 | -           | 20,000+  |
| Czechy            | IFPI Top 50                      | 27                | -           | -        |
| Dania             | IFPI Top 40                      | 5                 | -           | -        |
| Francja           | IFOP                             | 10                | -           | 20,000+  |
| Hiszpania         | Promusicae Top 100               | 23                | -           | -        |
| Holandia          | Megacharts/NVPI Top 100          | 26                | -           | -        |
| Japonia           | RIAJ                             | 9                 | -           | 64,000+  |
| Kanada            | Candian Albums Top 100           | 5                 | -           | 21,000+  |
| Korea Południowa  | Albums Chart                     | 1                 | PLATYNA     | 10,000+  |
| Meksyk            | Albums Top 100                   | 49                | -           | -        |
| Niemcy            | Media Control                    | 27                | -           | -        |
| Nowa Zelandia     | RIANZ                            | 25                | -           | -        |
| Polska            | OLiS                             | 7                 | -           | -        |
| Szwajcaria        | Hitparade Top 100                | 18                | -           | -        |
| Szwecja           | Sverigetopplistan Top 60         | 44                | -           | -        |
| Tajwan            |                                  | 2                 | -           | -        |
| Włochy            | FIMI                             | 11                | -           | -        |
| Wielka Brytania   | BPI/OCC                          | 23                | SREBRO      | 60,000+  |
| Stany Zjednoczone | Billboard 200                    | 3                 | -           | 396,570+ |
| Stany Zjednoczone | Billboard Top R&B/Hip-Hop Albums | 1                 | -           | 396,570+ |
| Europa            | European Top 100 Albums          | 21                | -           | -        |
| Świat             | Global Album Chart               | 4                 | -           | 800,000+ |

### United World Chart
| Pozycja (Sprzedaż tygodniowa) | 4 (202,000) | 8 (99,000) | 10 (63,000) | 20 (45,000) | 34 (33,000) | - |
| Sprzedaż całkowita            | 202,000     | 301,000    | 364,000     | 409,000     | 523,000     | - |

## Data wydania
| Kraj / Region     | Data                | Wytwórnia       |
| ----------------- | ------------------- | --------------- |
| Norwegia          | 28 września 2009    | Universal Music |
| Hongkong          | 28 września 2009    | Island Records  |
| Stany Zjednoczone | 29 września 2009    | Island Def Jam  |
| Kanada            | 29 września 2009    | Island Records  |
| Taiwan            | 29 września 2009    | Universal Music |
| Finlandia         | 30 września 2009    | Universal Music |
| Szwecja           | 30 września 2009    | Universal Music |
| Dania             | 30 września 2009    | Universal Music |
| Australia         | 2 października 2009 | Universal Music |
| Niemcy            | 2 października 2009 | Universal Music |
| Polska            | 2 października 2009 | Universal Music |
| Holandia          | 2 października 2009 | Island Records  |
| Włochy            | 2 października 2009 | Island Records  |
| Japonia           | 3 października 2009 | Universal Music |
| Francja           | 5 października 2009 | Island Records  |
| Wielka Brytania   | 16 listopada 2009   | Mercury Records |